# Цифровий носій
Цифровий носій або цифрове медіа (англ. digital media) — будь-яке медіа, що поширюється з використанням цифрових форматів. До цифрових медіа відноситься текст, аудіо, відео та графіка які передаються шляхами Інтернету, для перегляду в інтернеті. Цифрові медіа можуть бути створені, переглянуті, поширені, змінені і збережені на цифрових електронних пристроях.
Приклади цифрових медіа включають програмне забезпечення, цифрові зображення, цифрове відео, відеогру, вебсторінки і вебсайти, в тому числі соціальні медіа, дані і бази даних, цифрові аудіо, як наприклад MP3 і електронні книги. Цифрові медіа часто контрастує з друкованими засобами масової інформації, такими як друковані книги, газети та журнали та інші традиційні або аналогічні носії, такі як зображення, фільми або аудіокасети. Цифрові медіа мають істотно широкий і складний вплив на суспільство і культуру. У поєднанні з Інтернетом і персональними комп'ютерами цифрові медіа викликали руйнівні інновації у видавничій діяльності, журналістиці, зв'язків з громадськістю, розвагах, освіті, торгівлі і політиці. Цифрові засоби масової інформації також поставили перед новими викликами закону про авторське право та інтелектуальну власність, стимулюючи рух відкритого контенту, в якому творці вмісту добровільно відмовляються від деяких або всіх своїх законних прав на свою роботу.
Сутність цифрових медіа та його ефекти на суспільство припускають, що ми знаходимося на початку нової ери в індустріальній історії, під назвою Інформаційний Вік, можливо провідний до безпаперового суспільства.

## Переваги цифрового носія
Перевагами цифрового носія над аналоговим є :
- більша захищеність від дії шумів, наводок і перешкод;
- невеликі відхилення від дозволених значень ніяк не викривляє цифровий сигнал, так як завжди існують зони допустимих відхилень;
- дозволяє складнішу і багатоступеневу обробку,
- більш довге зберігання без втрат,
- якісніша передача.

Цифрові пристрої легше проектувати, відлагоджувати. Їхня поведінка більш точно прогнозується та розраховується.

## Цифрова революція
За роки, що минули з моменту винаходу перших цифрових комп'ютерів, обчислювальна потужність та обсяги зберігання збільшилися експоненціально. Персональні комп'ютери та смартфони надають можливість доступу, модифікації, зберігання та обміну цифровими медіа у руках мільярдів людей. Багато електронних пристроїв, від цифрових камер до безпілотних, мають можливість створювати, передавати та переглядати цифрові носії. У поєднанні з Всесвітньою мережею та Інтернетом цифрові медіа перетворили суспільство 21 століття таким чином, яке часто порівнювалося з культурним, економічним та соціальним впливом друкованої машини. Ця зміна була такою швидкою і настільки поширеною, що вона започаткувала економічний перехід від промислової економіки до інформаційної економіки, створивши новий період в історії людства, відомий як інформаційний вік або цифрова революція.
```
Цей перехід створив деяку невизначеність щодо визначень. Цифрові засоби масової інформації, нові засоби масової інформації, мультимедіа та подібні терміни мають відношення як до інноваційних інновацій, так і до культурного впливу цифрових ЗМІ. Поєднання цифрових засобів масової інформації з іншими засобами масової інформації, а також з культурними та соціальними факторами іноді називається новими медіа або "новими засобами масової інформації"
 
[
4
]
. Схоже, цифрові медіа, вимагають нового набору комунікативних навичок, таких як транслітерація, засоби масової інформації грамотність або цифрова грамотність .
[
5
]
 
Ці навички включають в себе не тільки вміння читати та писати традиційну грамотність, але і можливість рухатися по Інтернету, оцінювати джерела та створювати цифровий контент . Ідея про те, що ми рухаємось у бік повноцінного цифрового, безпаперового суспільства, супроводжується побоюванням, що ми можемо скоро або в даний час стати перед цифровою темною епохою, в якій старші засоби масової інформації не доступні на сучасних пристроях або використовують сучасні методи стипендії . Цифрові засоби масової інформації мають значний, широкомасштабний та складний вплив на суспільство та культуру.
```

## Розрив у промисловості
Порівняно з друкованими засобами масової інформації, засобами масової інформації та іншими аналоговими технологіями, цифрові медіа легко копіювати, зберігати, надсилати та змінювати. Ця якість цифрових засобів масової інформації призвела до значних змін у багатьох галузях, зокрема журналістиці, видавництві, освіті, розвагах та музичному бізнесі. Загальний ефект цих змін настільки далекосяжний, що важко кількісно оцінити. Наприклад, у створенні фільмів перехід від аналогових плівкових камер до цифрових камер практично завершений. Цей перехід має економічні вигоди для Голлівуду, полегшує розповсюдження та дозволяє додавати високоякісні цифрові ефекти до фільмів . В той же час це вплинуло на аналог спецефектів, трюків та анімаційних галузей у Голлівуді . Вона наклала болісні кошти на невеликі кінотеатри, деякі з яких не пережили або не переживуть перехід на цифрову. Ефект цифрових засобів масової інформації для інших засобів масової інформації аналогічним чином широкий і складний. У журналістиці цифрові медіа та громадянська журналістика призвели до втрати тисяч робочих місць у друкованих засобах масової інформації та банкрутства багатьох великих газет . Але поява цифрової журналістики також створило тисячі нових робочих місць та спеціалізацій .
Електронні книги та саморозповсюдження містять зміну книжкової індустрії, а цифрові підручники та інші навчальні програми, що включають засоби масової інформації, змінюють початкову та середню освіту . У наукових кругах цифрові медіа призвели до появи нової форми стипендії, яка називається цифровий стипендіат, та нових сфер навчання, таких як цифрові гуманітарні та цифрові історії. Він змінив спосіб використання бібліотек та їх роль у суспільстві . Усі основні засоби масової інформації, комунікації та академічні зусилля стикаються з періодом переходу та невизначеності щодо цифрових засобів масової інформації.

## Веб новини
Оскільки Інтернет стає все більш поширеним, більшість компаній починають поширювати контент через Інтернет засоби. З втратою глядачів виникає втрата доходу, але не така погана, як очікується. Cisco Inc випустила свій останній прогноз, і цифри — це всі тенденції до інтернет-новин, щоб продовжувати зростати з урахуванням того, що до 2018 року він буде вчетверо.

## Класифікація цифрових носіїв
Класифікують на дві підгрупи: перфораційні носії та носії з магнітним записом.
Підгрупа перфоносіїв містить перфокартки та їх різновиди і перфострічки. Застосування перфокарток для обробки економічної інформації пов'язане зі здатністю поступово нагромаджувати дані та зберігати їх протягом тривалого часу; дані на перфокартках можна використовувати багато разів, порівняно легко вносити до них зміни і доповнення, виконувати об'єднання, вибір і групування масивів на спеціальному обладнанні, причому ввід даних до ЕОМ проводити у будь-якій послідовності. Водночас перфокартки мають обмежену інформаційну ємність, для них характерна незворотність запису даних і незначна швидкість вводу даних до ЕОМ, вони легко деформуються під час переробки і потребують великої площі для зберігання масивів.
Перфострічки мали безмежну інформаційну ємність, а також значно більшу швидкість вводу даних порівняно, ніж у перфокарткартці, але водночас їм притаманні низька фізична стійкість, неможливість попереднього впорядкування інформації і складність внесення змін до масивів даних. Широке застосування перфострічки в ІС першого і другого етапів розвитку пов'язане з використанням засобів дистанційної передачі даних. Перфокартки і перфострічки широко застосовувались в інформаційних системах обробки даних першого і другого етапів розвитку, а в сучасних ІС перфоносії майже не використовуються. Їм на заміну прийшли магнітні носії запису —диски, картки, стрічки тощо.
Останнім часом за кордоном, зокрема в США, почали застосовувати специфічні магнітні носії даних, які умовно називають «міхурі». Вони належать до зовнішніх носіїв пам'яті прямого доступу і порівняно з магнітними дисками мають значно вищі щільність і швидкість запису, і виключну надійність завдяки відсутності механічних елементів.
Для зберігання різноманітної документальної інформації все ширше застосовуються фотохромні носії даних, що являють собою касетні мікрофільми і карткові мікрофіші. Інформаційна ємність мікрофільму завширшки 3,5 см і завдовжки і м становить, наприклад, близько 20 млн байт. Засоби пам'яті, які використовують мікрофільми і мікрофіші, особливо ефективні в інформаційно-по шукових системах для зберігання технологічної та проектно-конструкторської документації, нормативно-технічних даних, стандартів тощо.
У комп'ютерних інформаційних системах використовуються відеотермінальні засоби (дисплеї) для оперативного вводу і виводу даних. Носієм інформації в такому разі є екран електронно-променевої трубки, на якому індиціюється як алфавітно-цифрова, та і графічна інформація. Система подання знаків дисплея ґрунтується на телевізійному растрі. Інформаційна ємність відеотерміналів, які використовуються в сучасних персональних ЕОМ становить 2000 знаків. Дисплеї, які безпосередньо входять до складу ЕОМ або абонентських пунктів користувачів, забезпечують діалоговий режим обробки даних.
Іноді для оперативної фіксації певних сталих даних вигідні користуватися жетонними носіями (пластмасовими, металевий тощо) з пробиттями, які читаються спеціальними засобами. Прикладом таких носіїв можуть бути перепустки працівників, які використовуються в автоматизованих системах табельного обліку, обладнаних комплексом технічних засобів автоматизованої прохідної підприємства.
Носіями результатної інформації можуть бути всі різновиди перфораційних та магнітних носіїв. Крім того, результатна інформація може бути виведена на рулонний папір, бланки друкарської форми, на екран відеотерміналів .

## Які бувають накопичувачі?
Деякі пристрої залежно від змісту виконуваних ними дій, про що вже йшлося раніше, можуть служити пристроями введення і пристроями виведення. До цих пристроїв належать накопичувачі. Інформація, що використовується комп'ютером при роботі, зберігається в оперативній пам'яті. Коли комп'ютер вимикається, вміст оперативної пам'яті зникає. Необхідно мати пристрої, які б зберігали інформацію, коли комп'ютер вимкнений. Для цього в ІВМ РС-сумісних комп'ютерах використовуються різного типу накопичувачі. Загальна ємність таких накопичувачів, правило, у сотні разів перевищує ємність оперативної пам'яті комп'ютера. Накопичувачі називають ще зовнішньою пам'яттю комп'ютера.
Накопичував складається з двох частин: носія — пристрою, на якому зберігається інформація, та приводу — пристрою, призначеного для зчитування інформації з носія і запису інформації на носій.
Сьогодні існує два основних типи накопичувачів: накопичувачі на магнітній стрічці (як касета в магнітофоні) і дискові накопичувачі (як платівка в програвачеві). Накопичувачі на стрічці є пристроями послідовного доступу, оскільки звернутися до більш віддалених частин даних можна лише після зчитування менш віддалених даних (що знаходяться перед ними). Накопичувачі на дисках є пристроями довільного доступу, оскільки потрібні дані можуть бути отримані без обов'язкового прочитання даних, що передують їм. Розглянемо спершу найпоширеніші дискові накопичувачі на жорсткому магнітному дискові (вінчестери) і на гнучких магнітних дисках.
Інформація на дискових накопичувачах, так само, як і в пам'яті комп'ютера, подається у війковому вигляді і вимірюється в байтах. Спосіб розміщення інформації на жорстких і гнучких дисках однаковий. На поверхню диска нанесений шар намагнічу вального матеріалу. Запис інформації в цьому шарі відбувається в області, що розташовані у вигляді концентричних кіл і називаються доріжками. Радіуси, проведені з центра диска, ділять кожну з доріжок на сектори, тобто сектор є дугою доріжки між двома сусідніми радіусами. Максимальна кількість інформації, що може бути записана на кожний сектор, — розмір сектора, — та сама — 512 байтів. Кожна доріжка має свій номер. Усі сектори, розміщені на різних доріжках між двома сусідніми радіусами, мають однаковий номер. При записуванні і зчитуванні інформація передається посекторно, тобто передається інформація, що міститься на цілому секторі.

## Що таке вінчестер?
У 1973 році фірма ІВМ розробила перший жорсткий диск. Він міг зберігати лише 16 Кбайтів інформації. Цей диск мав 30 доріжок, кожна була розділена на 30 секторів. За аналогією автоматичними гвинтівками, що мають калібр 30/30, жорсткі диски почали називати вінчестерами. Сучасні диски можуть мати ємність від 20 Мбайтів до " Гбайтів і більше.
Як же влаштований вінчестер? Звичайно вінчестер має від одного до п'яти або й більше оброблених з високою точністю керамічних чи алюмінієвих пластин (дисків), на які нанесений спеціальний магнітний шар. Це носії інформації, Привод вінчестера влаштований таким чином. Диски жорстко закріплені через однакові проміжки на вертикальному стержні. Стержень приводить в рух спеціальний двигун. Швидкість обертання дисків для звичайних моделей складає 3600 обертів на хвилину. Чим більша швидкість обертання, тим швидше зчитується інформація. В сучасних моделях комп'ютерів швидкість обертання вінчестера досягає 4500, 5400 і навіть 7200 обертів на хвилину. Найважливішою частиною будь-якого накопичувача (а точніше, його приводу) є головки читання/запису. Вони розміщуються на спеціальному важелі, що нагадує важіль звукознімача на програвачах грамплатівок. У сучасних вінчестерах головки ніби «летять» на відстані доль мікрона (один мікрон дорівнює одній тисячній долі міліметра) від поверхонь дисків, не торкаючись їх.
Є ще одне поняття, що пов'язане з вінчестером, — циліндр.
Циліндр утворює доріжки, що мають однакові номери, які є на всіх дисках вінчестера (тобто всі доріжки розташовані одна під одною).
Час доступу до інформації, що міститься на жорсткому диску, вимірюється в мілісекундах, що набагато більше, ніж час доступу до інформації, що знаходиться в оперативній пам'яті комп'ютера.
Для прискорення процесу обміну інформацією між оперативною пам'яттю та жорстким диском використовується механізм кеширування. У цьому випадку кеш-пам'ять застосовується для узгодження часу взаємодії повільно діючої дискової пам'яті з швидко діючою (якщо порівнювати з нею) оперативною пам'яттю комп'ютера.

## Які бувають накопичувачі на гнучких магнітних дисках?
Накопичувачі на гнучких дисках використовуються для зберігання невеликих обсягів інформації та для її перенесення з одного комп'ютера на інший. Так само, як і інші накопичувачі, вони складаються з носія — дискети і приводу, що називається дисководом.
Тонка пластикова основа (диск) з нанесеним на неї магнітним шаром — це і є дискета. Щоб запобігти потраплянню на неї пилу та уникнути усіляких пошкоджень, основа вкладається в жорсткий квадратний чохол, усередині якого вона може вільно обертатися. Чохол зроблений із спеціального матеріалу і зсередини вкритий фетром для поглиблення пилу.
Дискети відрізняються одна від одної, передовсім, діаметром диску. Він вимірюється в дюймах (дюйм — це міра довжини, що використовується у Великій Британії, США та деяких інших країнах; 1 дюйм = 2,541 см). Виробники дискет прагнуть зменшити їх діаметр і збільшити ємність. Сьогодні в основному використовуються дискети двох діаметрів: 5,25 дюйма (133 мм); 3,5 дюйма (89 мм) — їх називають п'ятидюймовими і тридюймовими.
На сучасних дискетах магнітний шар наноситься з обох сторін основи. Як правило, на дискетах є позначення, що вказують на те, скільки сторін дискети можна використовувати для зберігання інформації: SS (від англ. Single Side — єдина сторона) — одностороння дискета, DS (від англ. Duble Side — подвійна сторона) двостороння дискета. Останнім часом односторонні дискети практично не використовуються. За кількістю інформації, що її можна зберегти на дискеті, дискети також поділяються на " типи: HD (від High Density — висока щільність) і DD (від Double Density — подвійна щільність). На дискеті типу HD вміщується більша кількість інформації, ніж на дискеті типу DD.
Звичайно позначення на дискеті має вигляд DS/DD, що означає двостороння, подвійної щільності; або DS/HD, що значить двостороння, високої щільності.
Зовнішній вигляд п'ятидюймової дискети показаний на малюнку. У центрі диска є отвір, який служить для фіксації диска на стержні, що обертається. На дискетах типу DD це отвір обведений темним кільцем, що вказує на те, що дискета подвійної щільності. На дискетах високої щільності таке кільце відсутнє, На чохлі недалеко від центрального отвору міститься отвір, який використовується комп'ютером для того, щоб знайти початковий сектор. Початковий сектор є точкою підрахунку номерів секторів на дискеті. Через вікно зчитування/запису відбувається зчитування та записування інформації на дискету. Поряд з вікном на згині чохла є дві виїмки для послаблення напруження. Завдяки їм при згинанні він не зминається. Окрім того, на одному зі згинів чохла є виріз захисту дискети від запису. Якщо цей виріз затулений або відсутній, то записування інформації на цю дискету неможливе, тобто інформація залишається незмінною, навіть коли ви спробуєте зробити на неї запис. Якщо дискета містить дуже важливу інформацію, то її не можна втрати чи пошкодити, заклейте виріз захисту від запису на цій дискеті. Для додаткового захисту від механічних ушкоджень п'ятидюймова дискета звичайно зберігається в паперовому конверті. На цьому концерті можна також записувати перелік інформації, що міститься на дискеті.
Зверніть увагу: коли вікно відкрите, диск захищений від запису, а коли вікно затулене, він не захищений від запису (навпаки порівняно з п'ятидюймовою дискетою). Нарешті, тридюймова дискета типу HD (високої щільності) має додатковий отвір у чохлі, який вказує на те, що ця дискета високої щільності. На дискетах типу DD такого немає. Спосіб фіксації тридюймової дискети на обертальному стержні також відрізняється від способу фіксації п'ятидюймової дискети.